# 29624 Sugiyama
29624 Sugiyama este un asteroid din centura principală de asteroizi.

## Descriere
29624 Sugiyama este un asteroid din centura principală de asteroizi. A fost descoperit pe 2 octombrie 1998 la Susono de Makio Akiyama. El prezintă o orbită caracterizată de o semiaxă mare de 2,32 ua, o excentricitate de 0,09 și o înclinație de 7,3° în raport cu ecliptica.